# Théodore Michel
Théodore Michel – luksemburski pływak, olimpijczyk.
Wystartował na igrzyskach olimpijskich w Antwerpii (1920) w wyścigu na 200 metrów stylem klasycznym, w którym odpadł w eliminacjach (zajął czwarte miejsce w drugim wyścigu eliminacyjnym).